# Kämpfer (Film)
Kämpfer ist ein Film, der 1935/1936 unter Beteiligung deutscher Filmschaffender im sowjetischen Exil entstand.

## Handlung
Der Film handelt vom Widerstand der Arbeiter gegen den Faschismus, angeregt durch die Verhaftung des Kommunistenführers Georgi Dimitroff. Zwei Handlungsstränge werden im Film parallel gezeigt; einerseits der Reichstagsbrandprozess, wobei Dimitroff beschuldigt wird, den Reichstagsbrand (1933) initiiert zu haben, und andererseits der Widerstand der Arbeiter gegen die Faschisten von SA und SS. Die Arbeiter werden von der SA beschuldigt, die Spörke-Fabrik in Brand gesetzt zu haben. An der Spitze der Widerstandsbewegung stehen Mutter Lemke und Anna, die Dimitroff zu ihrer Leitfigur im Kampf gegen den Faschismus gemacht haben. Auslöser für Mutter Lemkes Widerstand ist der Tod ihres Sohnes Hans, der von der SA ermordet wurde, da er wusste, dass in der Spörkefabrik Giftgas – als Kriegswaffe – hergestellt wurde und kein Parfüm.
Nach und nach findet Dimitroff in der ganzen Welt Anhänger, die für seine Freilassung demonstrieren. Und auch der Widerstandsbewegung um Mutter Lemke und Anna schließen sich ihr Sohn Fritz, ein Arzt und sogar ehemalige SA-Mitglieder an.
Die Befreiung Dimitroffs am Ende des Films weckt auch gleichzeitig Hoffnungen auf das baldige Ende des Faschismus.

## Filmästhetik
Der Film „Kämpfer“ bedient sich einer heroisierenden Ästhetik, indem er die Charaktere des Arbeitermilieus als kämpfende Subjekte ihrer Selbst darstellt. Dieser Heroismus ist ein Merkmal der filmischen Avantgarde. Auch die Assoziations- und Kontrastmontagetechnik verrät Anleihen bei der filmischen Avantgarde der 1920er. Eine Wirklichkeit wird hier artifiziell dargestellt. Der Film antizipiert jedoch auch bereits Formen des sozialistischen Realismus, er ist als Übergang von der filmischen Avantgarde hin zum sozialistischen Realismus zu bewerten.

## Mitwirkende
Regisseur Gustav von Wangenheim wirkte in der Weimarer Republik als Schauspieler an zahlreichen Filmen, u. a. Nosferatu, mit. Zwischen 1928 und 1933 war er Gründer und Leiter der Truppe 1931. Nach dem Krieg kehrte Wangenheim in die DDR zurück und wirkte als Regisseur und Drehbuchautor für die DEFA und wurde mit dem Nationalpreis der DDR ausgezeichnet.
Bruno Schmidtsdorf (1908–1938) spielte nur in diesem Film eine größere Rolle, wurde anschließend im Stalinschen Terror umgebracht, weil er angeblich Mitglied einer sowjetischen Hitlerjugend sei. Alexander Granach, der die Rolle des Rovelli spielte, konnte in die USA fliehen, spielte danach fast ausschließlich Nazis in Filmen. (Schauspieler mit deutschem Akzent konnten in einem amerikanischen Film nicht Sympathieträger sein.) Ernst Busch, der den Richter verkörperte, spielte in Kuhle Wampe oder: Wem gehört die Welt? und der Dreigroschenoper mit. Fast alle Schauspieler sind exilierte Deutsche. In der Weimarer Republik spielten sie in den linken Theatergruppen Kolonne Links und Truppe 1931 mit.
Der Komponist der Filmmusik, Hans Hauska, der seit 1929 KPD-Mitglied und seit 1931 zusammen mit Hanns Eisler Komponist der Agitpropgruppe „Kolonne Links“ gewesen war, schrieb in einem Brief an Theodor Plivier vom 23. August 1952: „Die UdSSR war nie das, als was wir deutschen Kommunisten sie gesehen haben“.
Die in den Film integrierten Aufnahmen von Henri Barbusse und Georgi Dimitroff sind keine Dokumentaraufnahmen, sondern wurden mit beiden speziell für diesen Film in Moskau neu gedreht.
Ernst Busch spielte nicht nur den Amtsrichter, sondern nahm für den Film auch das Moorsoldatenlied auf, das in den KZ-Szenen gesungen wird.
Die mitwirkenden sowjetischen Schauspieler wurden von deutschen Darstellern synchronisiert, beispielsweise Dirigent Klebersbusch von Erwin Geschonneck und seine Frau von Hedda Zinner.

## Rezeption und Wirkung
Der „Film ist stark. So stark und so mächtig, daß ich als Ihr Kollege Ihnen Dank sagen muß“, schrieb Max Ophüls an Wangenheim. Besonders hebt er hervor, dass es ihm gelungen ist, statt bloßer Schwarz-Weiß-Malerei die Idee der Menschlichkeit darzustellen, anstatt Heldenverehrung und Täterverhöhnung zu schüren.
Josef Stalin teilte diese Begeisterung für den Film nicht. Direkt im Anschluss an die Fertigstellung des Films wurde etwa die Hälfte aller Mitwirkenden ermordet oder in Lager verschleppt. Nach wenigen Wochen wurde die Aufführung des Films gestoppt. Sogar die Produktionsfirma, Meschrabpom, wurde aufgelöst.

## Kritik
Das Werk kann als gelungenes zeitgeschichtliches Dokument eines Widerstandes gegen den erstarkenden Nationalsozialismus in Deutschland gesehen werden.